# Apoštolská prefektura Ázerbájdžán
Apoštolská prefektura Baku je prefektura římskokatolické církve, nacházející se v Ázerbájdžánu.

## Území
Prefektura zahrnuje celé území Ázerbájdžánu.
Prefektním sídlem je město Baku, kde se nachází kostel Neposkvrněného početí.
Prefekturu tvoří 1 farnost. K roku 2010 měla 498 věřících, 5 řeholních kněží, 7 řeholníků a 5 řeholnic.

## Historie
Dne 11. října 2000 byla založena Misie sui iuris Baku, a to z části území Apoštolské administratury Kavkaz.
V květnu 2002 se malá komunita katolíků dočkala návštěvy Jana Pavla II.
Dne 4. srpna 2011 byla misie bulou De iuvandis papeže Benedikta XVI. povýšena na apoštolskou prefekturu.

## Seznam ordinářů a prefektů
- Jozef Daniel Pravda, S.D.B. (2000-2003)
- Ján Čapla, S.D.B. (2003-2009)
- Vladimir Fekete, S.D.B. (od 2009, roku 2017 jmenován biskupem)